# Cantó de Chamoux-sur-Gelon
El cantó de Chamoux-sur-Gelon és un cantó francès al districte de Chambéry (departament de Savoia). Té 10 municipis: Betton-Bettonet, Bourgneuf, Chamousset, Chamoux-sur-Gelon, Champ-Laurent, Châteauneuf, Coise-Saint-Jean-Pied-Gauthier, Hauteville, Montendry i Villard-Léger; i el cap és Chamoux-sur-Gelon.
| Data d'elecció | Identitat             | Partit          | Qualitat                                                                           |
| -------------- | --------------------- | --------------- | ---------------------------------------------------------------------------------- |
| 1945-1949      | M. Villernel          | PCF després DVG |                                                                                    |
| 1949-1954      | Michel Jeandet        | Rad.            |                                                                                    |
| 1954 -1973     | Pierre Cot            | UP              | Antic Ministre (1932-1938) Antic Diputat (1928-1942 i 1945-1951)                   |
| 1973-1985      | Jean-Pierre Cot       | PS              | Alcalde de Coise-Saint-Jean-Pied-Gauthier Diputat (1973-1981) Ministre (1981-1982) |
| 1985-1992      | Marcel Vouthier       | PS              | Alcalde de Châteauneuf                                                             |
| 1992-en curs   | Alexandre Dalla-Mutta | DVD             | Primer adjunt a l'alcalde de Chamoux-sur-Gelon                                     |

| 1882                                            | 1926 | 1962 | 1968 | 1975 | 1982  | 1990  | 1999  | 2008  |
| ?                                               | ?    | ?    | ?    | ?    | 3.125 | 3.407 | 3.844 | 5.022 |
| ----------------------------------------------- | ---- | ---- | ---- | ---- | ----- | ----- | ----- | ----- |
| A partir de 1990: Població sense dobles comptes |      |      |      |      |       |       |       |       |